# ممدوح سيف
ممدوح محمد سيف الصبيحي ( ولد في مكة عام 1967) مؤلف ومنتج موسيقي سعودي، تعاون مع بعض أبرز المغنين في الخليج من أهمهم عبد المجيد عبد الله و محمد عبده وقدموا أغاني حظيت بشهرة كبيرة.
في عام 2014 أصدر ألبوم بعنوان هارموني، ثم في عام 2017 قدم ألبوم بعنوان ما بين الثانيتين، وفي نفس العام قام بتأسيس شركة إنتاج خاصة به.

## نشأته وحياته
ولد عام 1967 في مدينة مكة، تعلم آلة البيانو في سن السابعة من العمر على يد أستاذة الموسيقى د.سميرة رفعت، حتى كبر وأتقن العزف على البيانو والكيبورد مما أهله للعزف في الإذاعة السعودية والحفلات الخاصة بها. حصل على فرصته الأولى والمهمة في مجال الفن عام 1996 من خلال تعاونه مع عبد المجيد عبد الله في ألبوم يا طيب القلب.
في عام 2005 سافر إلى الهند ثم ألتحق بعد ذلك في كلية بيركلي الموسيقية في الولايات المتحدة، وتعلم أصول موسيقى الجاز من الموسيقي العالمي أسامة عز الدين 

## ألبوماته
في عام 2014 قدم ألبوم هارموني بالتعاون مع شركة روتانا، ثم قدم ألبومه الجديد مابين الثانيتين في مطلع شهر نوفمبر 2017.

## في مجال الإنتاج
قام ممدوح سيف في عام 2017 بافتتاح شركة التوزيع الخاصة به Music Sound US في الولايات المتحدة الأمريكية، ليستقل ويقوم بإنتاج ونشر البوماته بنفسه ولتسهيل وصوله للعالمية.

## قائمة ببعض أعماله

### كمؤلف أو منتج موسيقي
- البوم رهيب لعبد المجيد عبد الله عام 1995 م. إنتاج موسيقي
- أغنية ياطيب القلب لعبد المجيد عبد الله عام 1996 م. تأليف
- أغنية موادع الروح لعبد المجيد عبد الله عام 1998 م. تأليف
- أغنية قلبي يسلم عليك لعبد المجيد عبد الله عام 1999 م. تأليف
- أغنية ادلع لعبد المجيد عبد الله عام 2000 م. تأليف
- أغنية فوق هذا الحب لعبد المجيد عبد الله عام 2007
- تلحين أغنية يا ورد من علمك تجرح لعبد المجيد عبد الله 2000 م
- البوم هارموني عام 2014 م. إصدار عالمي تأليف إنتاج موسيقي
- سنغل الإبحار إلى أتلانتس عام 2015 م. إصدار عالمي تأليف إنتاج موسيقي
- البوم حجازيات عام 2016 م. إصدار خاص تأليف إنتاج موسيقي
- البوم ما بين الثانيتين عام 2017 م. إصدار عالمي تأليف إنتاج موسيقي
- سنغل هل أنا واقع في الحب؟ عام 2017 م. إصدار عالمي تأليف إنتاج موسيقي

## الحفلات الموسيقية
شارك الملحن ممدوح سيف بالعزف في العديد الحفلات، مؤخراَ قام بحفلات ألبوماته الخاصة أحداهما كان في مدينة الكويت عام 2017، وفي نفس العام قام بتأليف مقطوعة أوركيسترالية تم تأديتها في ملعب الجوهرة في جدة بحضور الآلاف من مشجعي الكرة السعودية.
وفي شهر إبريل من العام الجاري 2018 قام بعمل حفل أوركيسترالي في ملتقى مكة الثقافي وبحضور الأمير خالد الفيصل، عزف خلالها عشرة مقطوعات مختلفة من البوماته هارموني ومابين الثانيتين وكذلك بعض الأغاني التي كتبها الأمير خالد الفيصل بنفسه ولحنها سيف.

## البرامج التلفزيونية
تم اختيار ممدوح سيف لكي يكون حكماَ من بين 3 حكام في البرنامج التلفزيوني نجم السعودية،  وهو برنامج بدأ عرضه في نهاية شهر سبتمبر 2018 على القناة السعودية الجديدة SBC، وهذا البرنامج يعتبر الأول من نوعه في السعودية، وتقوم فكرة البرنامج على انتقاء المواهب الفنية الغنائية من جميع أنحاء المملكة العربية السعودية ليتم تصفيتهم حتى يتبقى فائز واحد في نهاية البرنامج، على غرار البرامج الشهيرة مثل The Voice, أراب آيدول.

## تكريمه
قامت شركة روتانا عام 2017 بتكريم ممدوح سيف في الكويت برعاية وزير الإعلام الكويتي.